# Provençals del Poblenou

Bairros do distrito de Sant Martí, Barcelona.

Provençals del Poblenou é um bairro do distrito de Sant Martí, Barcelona, delimitado em 2006 que anteriormente se incluía em El Poblenou tradicional. Se localiza entre a Gran Vía de les Corts Catalanes, a Rambla de Prim, a Rua Pere IV, Josep Pla, Pallars, a Avenida Diagonal e a Rua Lacuna. O bairro mostra duas áreas gerais, a antigamente industrial que, ainda com retacos de lojas, formavam parte do motor econômico que sintetizava o Poblenou durante o século passado e uma área residencial, formada por blocos construídos durante os anos 1970 orientados e próximos a Gran Vía. A revitalização do Poblenou dos últimos anos levou a transformação dessas antigas fábricas em blocos modernos e orientados para a vertente da Diagonal.

## Educação e cultura
Ao final de 2008, o bairro dispõe de 6 centros de educação primária (principalmente próximos a Gran Vía) assim como uma escola de idiomas e varias sedes administrativas de centros universitários. Dispõe de um casal para a terceira idade. Outras instalações importantes se situam próximas em outros bairros.

## Outras instalações e serviços
Para o serviço sanitário há um Posto de saúde na Rua Paraguai. O bairro dispõe de dos centros de culto, uma igreja católica (Parròquia del Sagrat Cor de Jesús) e outra evangélica (Església Evangélica de Filadèlfia), ambas próximas ao eixo de Pere IV.
Em abril de 2008 se inaugurou o chamado Parc Central del Poblenou uns jardins situados entre a avenida Diagonal e Pere IV desenhado por Jean Nouvel.

## Transportes
Em Provençals del Poblenou da serviço principalmente a rede de elétrico Trambesòs, tanto a T5, que cobre o eixo da Gran Vía (estações de Can Jaumandreu, Espronceda e Sant Martí de Provençals), como a T4, que discorre pela avenida Diagonal mediante as estações de Pere IV e Fluvià. Ao final de 2008 se tem no bairro 7 estações de Bicing.